# Walter Matthau
Walter Matthau, de son vrai nom Walter John Matthow, est un acteur américain, né le 1er octobre 1920 à New York et mort le 1er juillet 2000 à Santa Monica en Californie. Il remporte l'Oscar du meilleur acteur dans un second rôle pour son apparition dans le film La Grande Combine (1966) de Billy Wilder.
Il est surtout connu pour ses rôles au cinéma dans Un homme dans la foule (1957), Bagarres au King Créole (1958), et en tant qu'entraîneur d'une malheureuse petite équipe de baseball dans la comédie La Chouette Équipe (1976). Il a également joué dans 10 films en duo avec Jack Lemmon, notamment dans Drôle de couple (1968) et Les Grincheux (1993), ce que le New York Times a qualifié « d'un des couples les plus réussis d'Hollywood ».
Matthau est également connu pour ses rôles dans le film d'amour Charade (1963) de Stanley Donen, Point limite (1964), dans la comédie musicale Hello, Dolly! (1969) de Gene Kelly, dans la comédie loufoque Un nouveau départ (1971) d'Elaine May, et dans la comédie chorale California Hôtel (1978) de Herbert Ross. Il a également joué dans Plaza Suite, Kotch le papy sitter (tous deux en 1971), Tuez Charley Varrick ! (1973), Les Pirates du métro (1974), Ennemis comme avant (1975), Appelez-moi docteur (1978), Jeux d'espions (1980) et Denis la Malice (1993).
À Broadway, Matthau crée le rôle d'Oscar Madison dans Drôle de couple (en) du dramaturge Neil Simon, pour lequel il reçoit un Tony Award du meilleur acteur dans une pièce en 1965, son deuxième après L'Idiote en 1962. Il a également reçu deux BAFTA et un Golden Globe. En 1963, il est nommé aux Primetime Emmy Award pour son rôle dans The DuPont Show of the Week (en). En 1982, il reçoit une étoile sur le Hollywood Walk of Fame.

## Biographie
Matthau est né dans le Lower East Side à New York, le 1er octobre 1920. Il est le fils de Rose, née Berolsky (immigrée juive de Lituanie), qui travaillait dans un petit atelier de vêtements, et de Milton Matthow, électricien et colporteur (également juif, immigré de Russie). Raffolant des farces, Walter Matthau a lancé des rumeurs que son nom était à l'origine Matuschanskayasky et son deuxième prénom, Foghorn. 
Jeune, il participe à des camps d'été de la communauté juive, où il joue des spectacles mis en scène chaque semaine. Élève du lycée Seward Park High School, Walter Matthau doit travailler et a eu une brève carrière de caissier et de vendeur de soda au Yiddish Theater District. Il y fait parfois de la figuration pour 50 cents la soirée. Il aime rappeler qu'il a débuté à Broadway comme doublure d'un acteur qui jouait alors un archevêque dans Anne des mille jours (la pièce de Maxwell Anderson, 1948). Plus tard, il devient entraîneur dans les salles de boxe.
Pendant la Seconde Guerre mondiale, Walter Matthau sert comme décrypteur dans l'armée de l'air.
Après des années sur les planches, il débute au cinéma dans le film dirigé par Burt Lancaster, L'Homme du Kentucky, où il joue le fourbe rival de la vedette, Bodine le tavernier. Le rôle est secondaire mais déjà d'une certaine épaisseur. Par la suite, il en incarne de semblables dans La Rivière de nos amours, Derrière le miroir, Bagarres au King Créole, oscillant entre l'ami de la famille fumeur de pipe et le méchant. Dans les Liaisons secrètes, il passe même de l'un à l'autre.
Walter Matthau est principalement connu pour avoir formé un duo mémorable avec Jack Lemmon ; leur collaboration donne neuf films.

### Vie personnelle

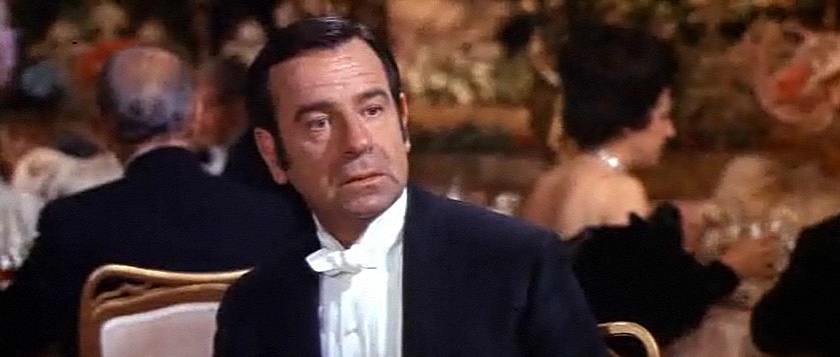
Walter Matthau dans Hello, Dolly!, 1969

Walter Matthau se marie avec Grace Geraldine Johnson en 1948, qui lui donne deux enfants prénommés David et Jenny. Ils divorcent en 1958. En 1959, il se remarie avec l'actrice Carol Grace dont il a un fils, Charles Matthau. Elle partagera sa vie jusqu'à sa mort.
Victime d'un premier infarctus en 1966 pendant le tournage de La Grande Combine, il subit un double pontage en 1976. Il est atteint d'une pneumonie en 1998 qui l'oblige à passer deux mois à l'hôpital. Il meurt d'une seconde crise cardiaque le 1er juillet 2000, trois mois avant son 80e anniversaire.

## Réalisateur d'un film
En 1959, Walter Matthau réalise son unique film Gangster Story (en). Walter, dans le rôle de Jack Martin, gangster en cavale, braque une banque d'une petite ville. Il se retrouve poursuivi non seulement par la police mais aussi par les criminels locaux, furieux de son coup sur leur territoire et qui veulent leur part du butin.

## Filmographie
- 1955 : L'Homme du Kentucky (The Kentuckian), de Burt Lancaster
- 1955 : La Rivière de nos amours (The Indian Fighter), d'André de Toth
- 1956 : Derrière le miroir (Bigger that Life), de Nicholas Ray
- 1957 : Un homme dans la foule (A Face in the Crowd), d'Elia Kazan
- 1957 : Meurtres sur la dixième avenue (Slaughter on Tenth Avenue), d'Arnold Laven
- 1958 : Bagarres au King Créole (King Creole), de Michael Curtiz
- 1958 : L'Étoile brisée (Ride a Crooked Trail), de Jesse Hibbs
- 1958 : Voice in the Mirror de Harry Keller
- 1959 :   Gangster Story (en) de lui-même
- 1960 : Les Liaisons secrètes (Strangers When We Meet), de Richard Quine
- 1962 : Seuls sont les indomptés (Lonely Are the Brave), de David Miller
- 1962 : L'Inconnu du gang des jeux (Who's Got the Action?), de Daniel Mann
- 1963 : Charade, de Stanley Donen
- 1964 : Point limite (Fail Safe), de Sidney Lumet
- 1964 : Ensign Pulver (Ensign Pulver), de Joshua Logan
- 1964 : Au revoir, Charlie (Good Bye Charlie), de Vincente Minnelli
- 1965 : Mirage, d'Edward Dmytryk
- 1966 : La Grande Combine (The Fortune Cookie), de Billy Wilder
- 1967 : Petit Guide pour mari volage (A Guide of the Married Man), de Gene Kelly
- 1968 : Drôle de couple (The Odd Couple), de Gene Saks
- 1968 : Candy, de Christian Marquand
- 1968 : The Secret Life of an American Wife de George Axelrod : la star de cinéma
- 1969 : Fleur de cactus (Cactus Flower), de Gene Saks
- 1969 : Hello, Dolly!, de Gene Kelly
- 1971 : Un nouveau départ (A New Leaf), d'Elaine May
- 1971 : Plaza Suite d'Arthur Hiller : Roy Hubley / Jesse Kiplinger / Sam Nash
- 1971 : Kotch le papy sitter (Kotch), de Jack Lemmon
- 1972 : Peter et Tillie (Pete 'n' Tillie), de Martin Ritt
- 1973 : Le Flic ricanant (The Laughing Policeman) de Stuart Rosenberg
- 1973 : Tuez Charley Varrick ! (Charley Varrick), de Don Siegel
- 1974 : Les Pirates du métro (The Taking of Pelham One Two Three), de Joseph Sargent
- 1974 : Spéciale Première (The Front Page), de Billy Wilder
- 1974 : Tremblement de terre (Earthquake), de Mark Robson
- 1975:  Ennemis comme avant (The Sunshine Boys) de Herbert Ross
- 1976 : La Chouette Équipe (The Bad News Bears) de Michael Ritchie
- 1978 : California Hôtel (California Suite), de Herbert Ross
- 1978 : Appelez-moi docteur (House Calls) de Howard Zieff
- 1980 : La Puce et le Grincheux (Little Miss Marker), de Walter Bernstein
- 1980 : Jeux d'espions de Ronald Neame : Miles Kendig / James Butler / Mr. Hannaway / Leonard Ross
- 1981 : First Monday in October, de Ronald Neame : Dan Snow
- 1981 : Victor la gaffe (Buddy Buddy), de Billy Wilder
- 1983 : Les Survivants (The Survivors), de Michael Ritchie
- 1985 : Pirates, de Roman Polanski
- 1988 : Parle à mon psy, ma tête est malade (The Couch Trip), de Michael Ritchie
- 1988 : Le Petit Diable (Il Piccolo diavolo), de Roberto Benigni
- 1990 : The Incident (en) de Joseph Sargent
- 1991 : JFK, d'Oliver Stone
- 1993 : Denis la Malice (Dennis the Menace), de Nick Castle
- 1993 : Les Grincheux (Grumpy Old Men), de Donald Petrie
- 1995 : Les Grincheux 2 (Grumpier Old Men), de Howard Deutch
- 1995 : The Grass Harp (en), de Charles Matthau
- 1995 : L'Amour en équation (I.Q.), de Fred Schepisi
- 1996 : Les Complices de Central Park (I'm Not Rappaport), de Herb Gardner (en)
- 1997 : La Croisière aventureuse, de Martha Coolidge
- 1998 : The Marriage Fool (TV), de Charles Matthau
- 1998 : Drôle de couple 2 (The Odd Couple II), de Howard Deutch
- 2000 : Raccroche ! (Hanging Up), de Diane Keaton

## Distinctions
- 1966 : Oscar du meilleur acteur dans un second rôle pour La Grande Combine
- 1966 : Laurel d'Or du meilleur second rôle masculin pour La Grande Combine
- 1967 : Laurel d’Or du meilleur rôle masculin pour Drôle de couple
- 1972 : BAFTA du meilleur acteur pour Peter et Tillie
- 1973 : BAFTA du meilleur acteur pour Tuez Charley Varrick !
- 1993 : Prix pour l'ensemble de sa carrière à la Convention ShoWest
- 1997 : Prix pour l'ensemble de sa carrière aux American Comedy Awards

## Voix françaises
| - André Valmy dans : - L'Étoile brisée - La Grande Combine - Drôle de couple - Plaza Suite - Tuez Charley Varrick ! - Les Pirates du métro - Spéciale Première - Ennemis comme avant - La Puce et le Grincheux - Jeux d'espions - Victor la gaffe - Les Survivants - Parle à mon psy, ma tête est malade - Le Petit Diable - Les Grincheux - L'Amour en équation - Les Grincheux 2 - La Croisière aventureuse - Drôle de couple 2 - Raccroche ! - Georges Aminel dans : - L'Inconnu du gang des jeux - Petit guide pour un mari volage - Hello, Dolly! (film)\|Hello, Dolly! - Le Flic ricanant | - Claude Bertrand dans : - La Rivière de nos amours - Bagarres au King Créole - Liaisons secrètes - René Arrieu dans : - Seuls sont les indomptés - Charade - Candy - Henri Virlogeux dans : - Au revoir, Charlie - Pirates - Jean-Claude Michel dans : - JFK - Denis la Malice et aussi : - Stéphane Audel dans L'Homme du Kentucky - Michel André dans Derrière le miroir - Raymond Loyer dans Un homme dans la foule - Jacques Beauchey dans Meurtres sur la dixième avenue - Paul-Émile Deiber dans Point limite - Roger Rudel dans Mirage - Roger Carel dans Fleur de Cactus - Jacques Hilling dans Tremblement de terre - Jacques Deschamps dans California Hôtel |

## Divers
- Il était sergent dans l'armée de l'air en même temps que James Stewart, qui était officier.
- Il fumait trois paquets de cigarettes par jour.
- Grand joueur, il lui arrivait de flamber ses cachets au poker ou aux courses. Une anecdote raconte qu'au début de sa carrière il mit trois ans à rembourser ses bookmakers, après avoir perdu 183 000 dollars à parier sur la pré-saison du base-ball.
- À propos de Jack Lemmon : « C'est simple : lui il est courtaud et moche, moi grand et sexy. Quand j'étais jeune et que je buvais encore du cherry-cola, on me prenait pour un thermomètre. »
- Dans le JFK d'Oliver Stone (1991), Lemmon et Matthau jouent dans le film, mais n'ont pas de scène ensemble.
- Jack Lemmon a joué avec Walter Matthau dans une pièce de théâtre (Juno and the Paycock) en 1974.